# 谷地橋
谷地橋（やちばし）は、山形県西村山郡河北町にある橋。

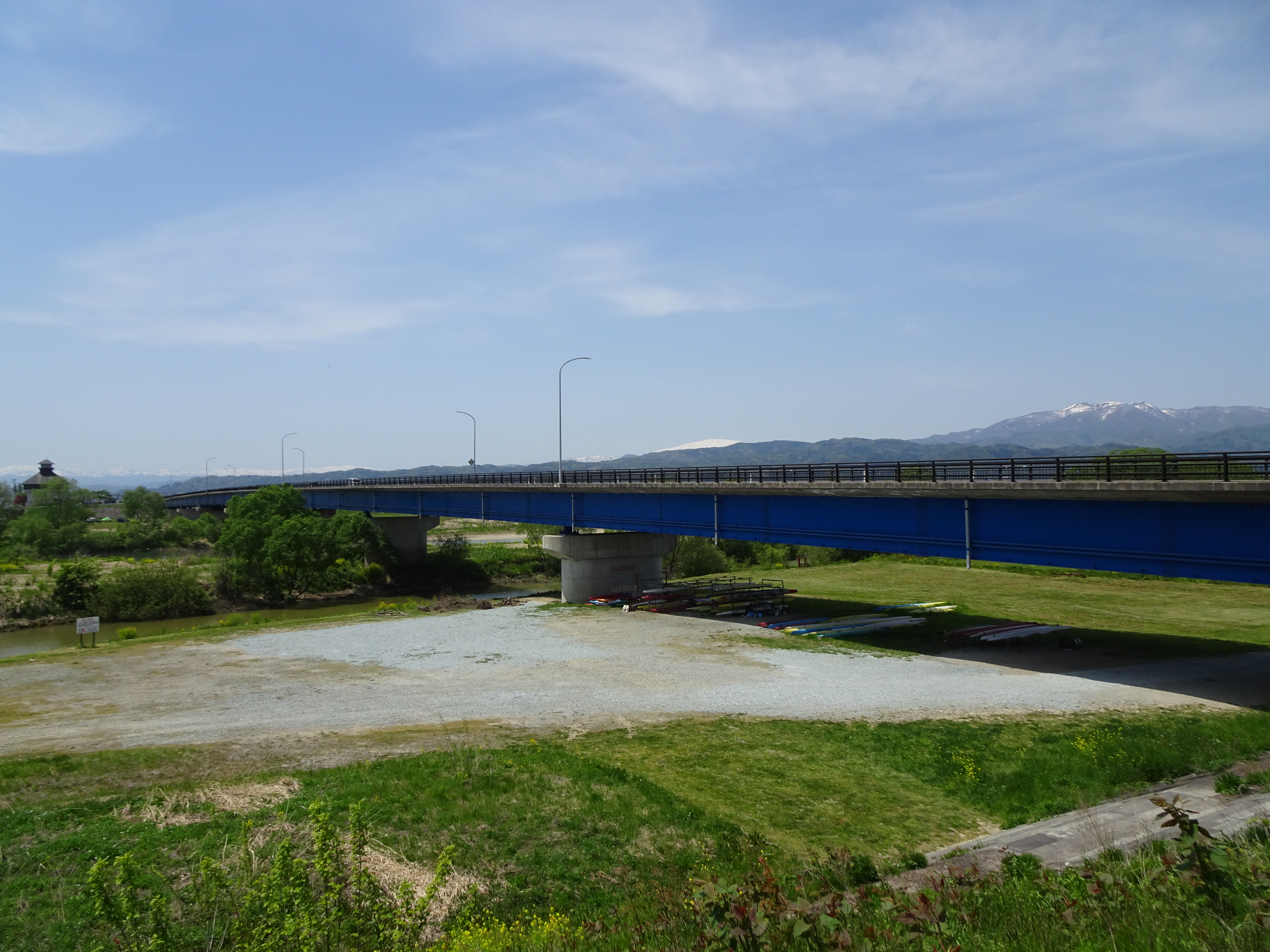
谷地橋

## 概要
最上川に架かる橋で、国道287号が通る。「河北橋」（山形県道25号寒河江村山線）と共に東根市と河北町を結ぶ橋となっている。
初代の谷地橋は道海橋と呼ばれ、橋の隣に山形県内初となる私鉄「谷地軌道」が敷かれ、「いもこ列車」と名づけられた蒸気機関車が走っていた。1916年から20年間、東根市の神町駅から河北町道海地区に以前存在した谷地駅までの5.6 kmの間を走行しており、現在いもこ列車は河北中央公園に保管されている。
年表
- 1902年 - 初代落成。
- 1940年 - 雨で一部落橋。
- 1941年 - 初代の橋の上流に存在した田井橋と一本化する形で、二つの橋の中間（現在の場所）に二代目が架けられた。
- 1979年 - 老朽化により、現在の橋に架け替えられる。

現在、2車線である谷地橋の4車線化の実現が望まれている。

## 周辺
- 道の駅河北
- 最上川グリーンパーク
- 東根インターチェンジ

## 参考文書
- “やまがた橋物語 最上川第2部　谷地橋（河北）”. 山形新聞. 2011年10月16日時点のオリジナルよりアーカイブ。2016年4月23日閲覧。